# 西南非洲民族联盟
西南非洲民族联盟（英語：South West Africa National Union，缩写为SWANU）是纳米比亚的一个民主社会主义左翼政党，成立于1959年9月27日。其成员大多为赫雷羅人，而同为独立运动组织的西南非洲人民组织主要由奥万博人组成。